# Masters 1975 (tennis)
De Masters 1975 in tennis werden van 10 tot en met 15 december 1975 gehouden in de Kungliga tennishallen in Stockholm. Er werd indoor op tapijtbanen gespeeld. 
Het deelnemersveld bestond uit de beste acht spelers, voor het eerst sinds 1971 werd er weer een dubbeltoernooi gespeeld.
Voor de vijfde keer op rij haalde Ilie Năstase de finale versloeg thuisspeler Björn Borg en won daarmee zijn vierde titel in totaal

## Enkelspel

#### Blauwe groep
|                |                 | score                |
| -------------- | --------------- | -------------------- |
| Arthur Ashe    | Manuel Orantes  | 6–4, 6–1             |
| Ilie Năstase   | Adriano Panatta | 7–6, 3–6, 6–0        |
| Arthur Ashe    | Adriano Panatta | 7–6, 6–3             |
| Ilie Năstase   | Manuel Orantes  | 3–6, 6–4, 6–4        |
| Manuel Orantes | Adriano Panatta | 6–4, 7–6             |
| Arthur Ashe    | Ilie Năstase    | 1–6, 7–5, 4–1 opgave |

| Nr. | Speler          | Wedstrijd w-v | Sets w-v | Games w-v |
| --- | --------------- | ------------- | -------- | --------- |
| 1   | Arthur Ashe     | 3-0           | 6-1      | 47-36     |
| 2   | Ilie Năstase    | 2-1           | 5-3      | 43-40     |
| 3   | Manuel Orantes  | 1-2           | 3-4      | 32-37     |
| 4   | Adriano Panatta | 0-3           | 1-6      | 31-42     |

#### Witte groep
|                 |                | score         |
| --------------- | -------------- | ------------- |
| Harold Solomon  | Raúl Ramírez   | 5–7, 6–3, 6–3 |
| Guillermo Vilas | Björn Borg     | 7–5, 4–6, 6-1 |
| Guillermo Vilas | Harold Solomon | 6–1, 6–1      |
| Björn Borg      | Raúl Ramírez   | 6–3, 6–3      |
| Guillermo Vilas | Raúl Ramírez   | 6–4, 6–0      |
| Björn Borg      | Harold Solomon | 6–2, 6–2      |

| Nr. | Speler          | Wedstrijd w-v | Sets w-v | Games w-v |
| --- | --------------- | ------------- | -------- | --------- |
| 1   | Guillermo Vilas | 3-0           | 6-1      | 41-23     |
| 2   | Björn Borg      | 2-1           | 5-2      | 36-27     |
| 3   | Harold Solomon  | 1-2           | 2-5      | 27-37     |
| 4   | Raúl Ramírez    | 0-3           | 1-6      | 17-41     |

### Eindfase
|  | Halve finale | Halve finale    | Halve finale | Halve finale | Halve finale | Halve finale | Halve finale |   |   | Finale | Finale | Finale | Finale | Finale | Finale | Finale |
|  |              |                 |              |              |              |              |              |   |   |        |        |        |        |        |        |        |
|  |              | Ilie Năstase    | 6            | 6            | 6            |              |              |   |   |        |        |        |        |        |        |        |
|  |              | Guillermo Vilas | 0            | 3            | 4            |              |              |   |   |        |        |        |        |        |        |        |
|  |              | Guillermo Vilas | 0            | 3            | 4            |              | Ilie Năstase | 6 | 6 | 6      |        |        |        |        |        |        |
|  |              |                 |              |              |              |              |              | 6 | 6 | 6      |        |        |        |        |        |        |
|  |              |                 | Björn Borg   | 2            | 2            | 1            |              |   |   |        |        |        |        |        |        |        |
|  |              | Björn Borg      | Björn Borg   | 2            | 2            | 1            | 6            | 3 | 6 | 6      |        |        |        |        |        |        |
|  |              | Björn Borg      |              |              |              |              | 6            | 3 | 6 | 6      |        |        |        |        |        |        |
|  |              | Arthur Ashe     | 4            | 6            | 2            | 2            |              |   |   |        |        |        |        |        |        |        |

## Dubbelspel
|                                       |                                       | score         |
| ------------------------------------- | ------------------------------------- | ------------- |
| Sherwood Stewart Fred McNair          | Juan Gisbert Manuel Orantes           | 6–0, 6–3      |
| Jürgen Fassbender Hans-Jürgen Pohmann | Brian Gottfried Raúl Ramírez          | 6–3, 6–1      |
| Juan Gisbert Manuel Orantes           | Brian Gottfried Raúl Ramírez          | 6–4, 6–4      |
| Jürgen Fassbender Hans-Jürgen Pohmann | Sherwood Stewart Fred McNair          | 7–6, 7–6      |
| Sherwood Stewart Fred McNair          | Brian Gottfried Raúl Ramírez          | 3–6, 6–3, 6–2 |
| Juan Gisbert Manuel Orantes           | Jürgen Fassbender Hans-Jürgen Pohmann | 7–5, 6–1      |

| Nr. | Speler                                | Wedstrijd w-v | Sets w-v  | Games w-v   |
| --- | ------------------------------------- | ------------- | --------- | ----------- |
| 1   | Juan Gisbert Manuel Orantes           | 2-1           | 4-2 (67%) | 28-22 (56%) |
| 2   | Jürgen Fassbender Hans-Jürgen Pohmann | 2-1           | 4-2 (67%) | 32-33 (49%) |
| 3   | Sherwood Stewart Fred McNair          | 2-1           | 4-3 (57%) | 39-28 (58%) |
| 4   | Brian Gottfried Raúl Ramírez          | 0-3           | 1-6 (14%) | 29-29 (37%) |

- Rangschikking bepaald op basis van A aantal gewonnen wedstrijden, B Percentage gewonnen sets, C Percentage gewonnen games